# I ricordi e le persone
I ricordi e le persone è un album di Roberto Kunstler e Sergio Cammariere con, a supporto del prolifico duo, la Stress Band composta da Alberto Botta alla batteria e Daniele De Salvo alla chitarra. Pubblicato dall'etichetta discografica Virgin Dischi nel 1993, segna l'inizio della lunga e prolifica collaborazione tra il paroliere romano ed il cantautore calabrese.

## Tracce
1. Dalla pace del mare lontano - 4:54
2. Credimi (Niente oltre l'amore) - 3:46
3. Cambiamenti del mondo - 4:29
4. Castelli di vanità - 3:52
5. I ricordi e le persone - 3:42
6. Caro Giovanni (serrande chiuse) - 3:56
7. Lenzuola stese - 1:22
8. Treni nella pioggia - 4:37
9. Un mondo a testa in giù - 4:26
10. Nuovi dei - 4:37
11. Mentre piove - 2:01
12. Verrà la libertà - 4:04
13. Horus Blues - 2:58
14. America - 1:53
15. Dalla pace del mare lontano (reprise) - 0:48

## Formazione
- Sergio Cammariere - voce, cori, pianoforte, basso, Fender Rhodes, Hammond, Keyboard
- Roberto Kunstler - voce, chitarra, armonica a bocca
- Stress Band - chitarre, batteria, cori